# Panorpa gracilis
Panorpa gracilis är en näbbsländeart som beskrevs av Carpenter 1931. Panorpa gracilis ingår i släktet Panorpa och familjen skorpionsländor. Inga underarter finns listade i Catalogue of Life.